# Ormosia olivacea
Ormosia olivacea är en ärtväxtart som beskrevs av L.Chen. Ormosia olivacea ingår i släktet Ormosia och familjen ärtväxter. Inga underarter finns listade i Catalogue of Life.